# 그래니스미스
그래니스미스(Granny Smith), 그라니스미스는 1868년 오스트레일리아가 기원인 사과 품종이다. 품종명은 이 사과 품종을 경작한 마리아 앤 스미스의 이름을 따서 지어졌다. Malus sylvestris와 Malus pumila를 교배한 것으로 보인다.
그래니스미스는 딱딱한 편으로, 껍질은 연녹색이고 과육은 즙이 많고 아삭하다. 톡 쏘는 신맛이 난다. 구워도 모양을 유지하므로, 감미료로 단맛을 내 파이에 사용하는 쿠킹 애플로 인기가 많다. 완전히 녹색이지만 과숙 상태에 이르면 노랗게 바뀐다.
미국사과협회에 따르면 미국에서 3번째로 대중적인 사과로 간주된다.

## 같이 보기
- 캔디 애플
- 사과 요리 목록